# Turnriemchen

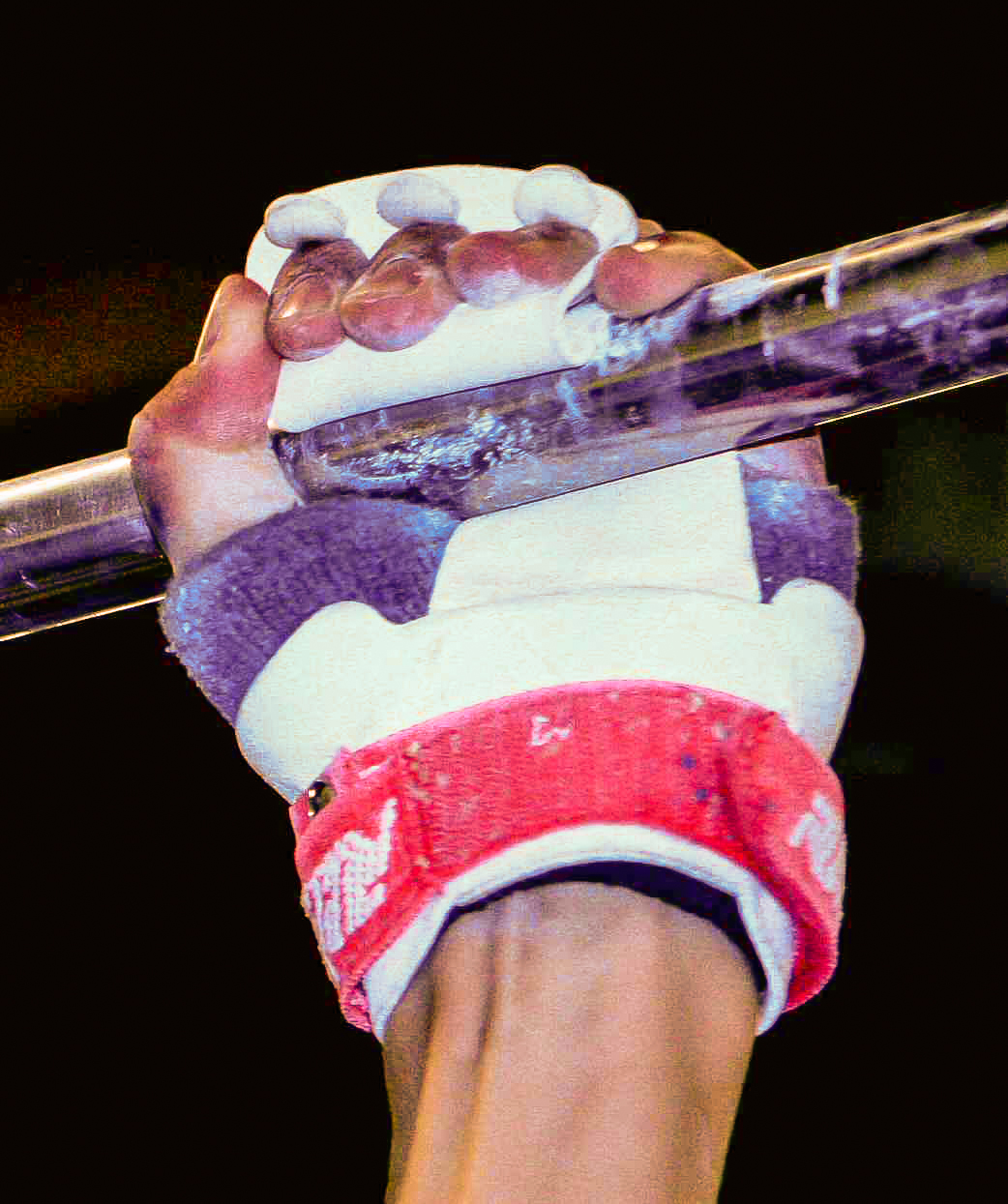
3-Finger-Riemchen mit sich ausbildender Wulst

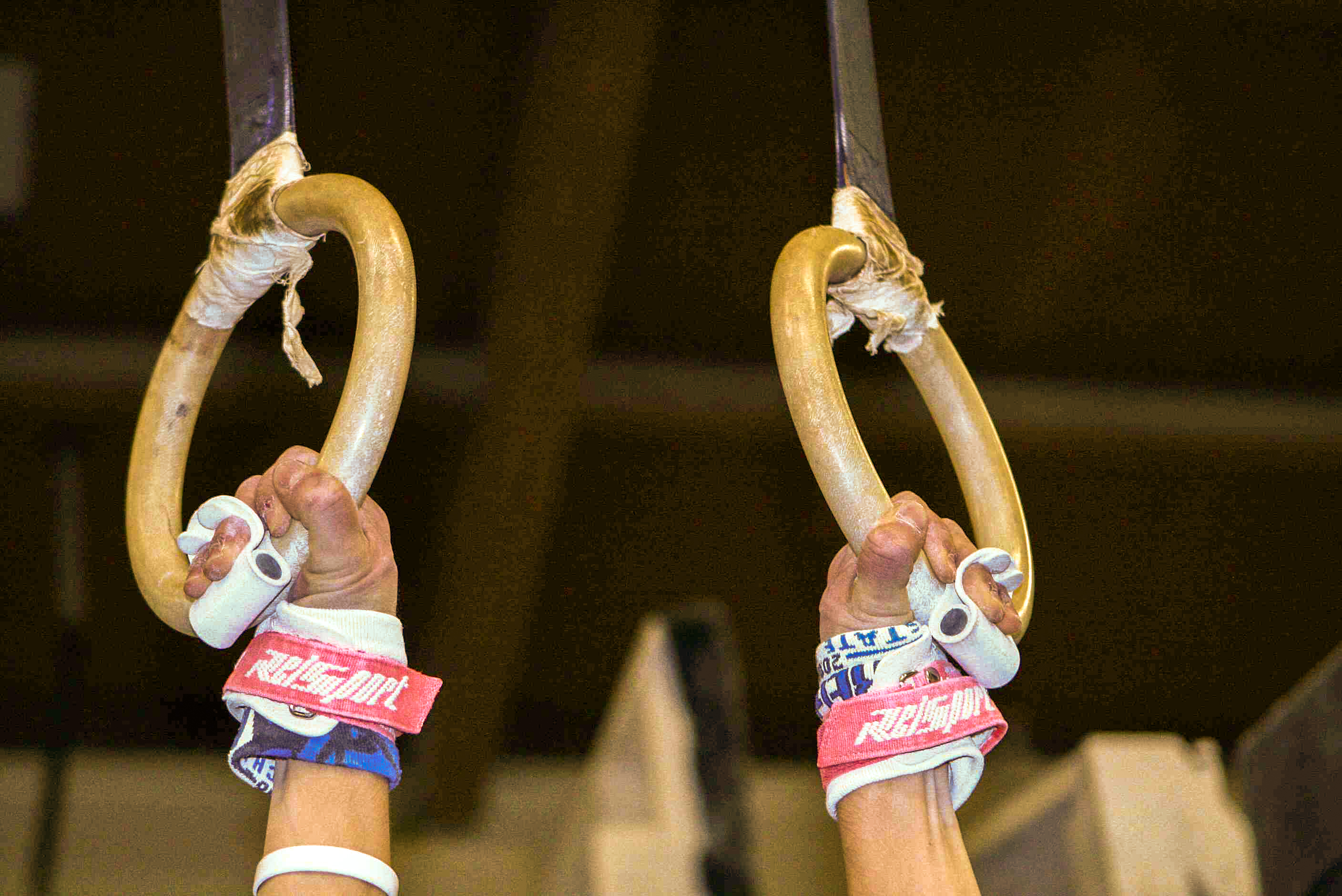
Zwei-Finger-Riemchen mit Röllchen

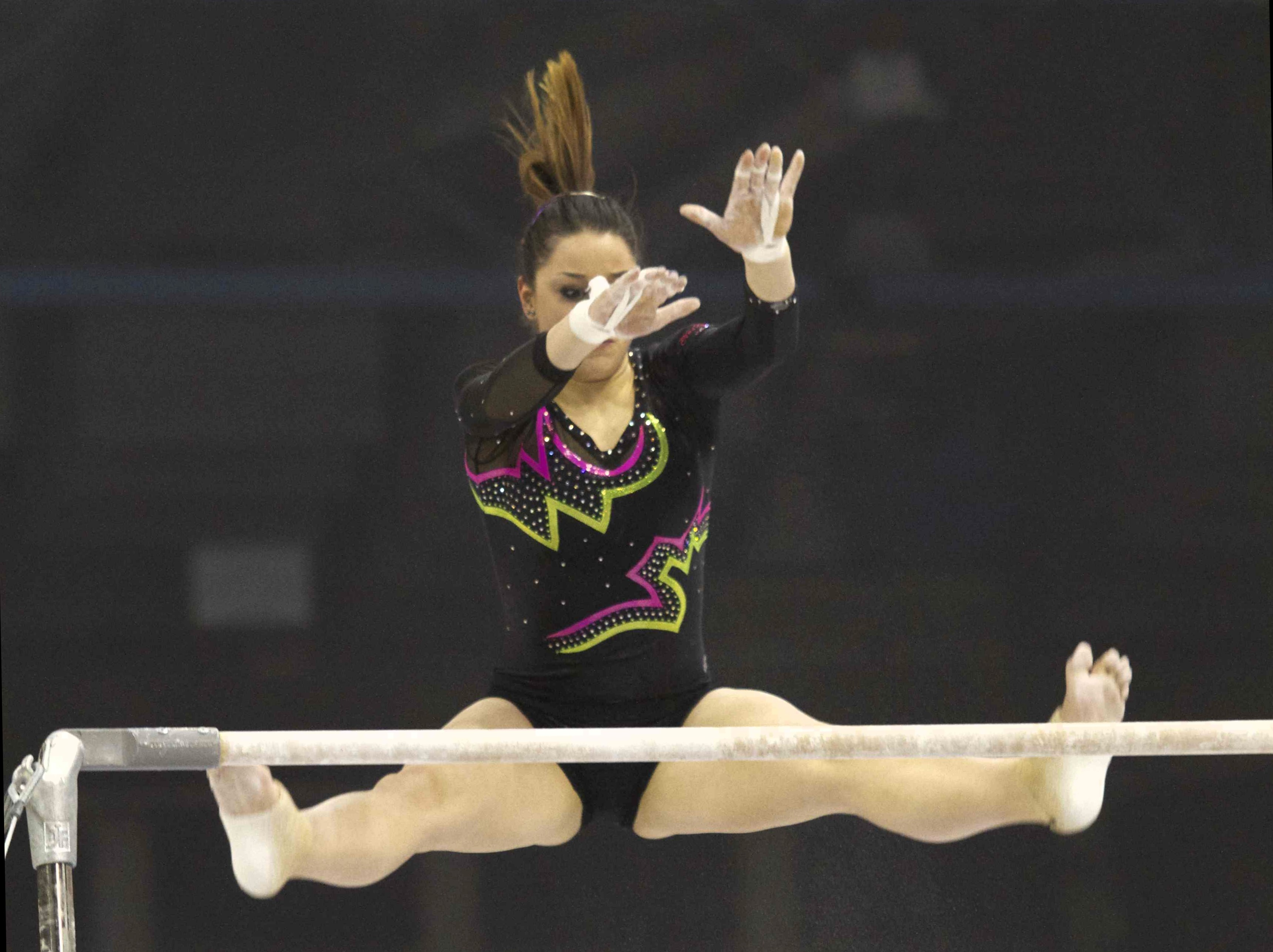
Ursprüngliche, dünne Riemchen

Ein Turnriemchen ist ein persönlicher Ausrüstungsgegenstand für die Geräteturndisziplinen Reck, Stufenbarren und Ringe. Eher selten werden sie am Barren verwendet. Der ursprüngliche Zweck war der Schutz der Hände vor Hautblasen. Im Laufe der Zeit kamen noch die Verstärkung des Griffs sowie die Fixierung der Handgelenke dazu.
In der Regel besteht ein Riemchen aus Leder mit einem Gurt um das Handgelenk sowie einem Band über die Handfläche mit zwei oder drei Löchern für die Finger am Ende. Der Gurt um das Handgelenk wird mit einem Schnallen- oder Klettverschluss festgezurrt. Unter dem Handgelenksgurt wird eine Polsterung bzw. ein Schweißband angezogen.
Turnriemchen gehören zur persönlichen Ausrüstung und sind nicht in den Wertungsvorschriften normiert. Sie hatten in den letzten Jahrzehnten großen Einfluss auf das sportliche Turnen. Anfangs waren sie nur als „passiver“ Schutz der Handhaut gedacht; sie waren klein, flach und eng an die Hand angelegt. Danach wurde das Riemchen auch so umgestaltet, dass es den Athleten „aktiv“ unterstützt. Es wurde länger, sodass beim Griff eine Wulst aus mehreren Schichten des Materials übereinander entstand. Damit wird der Griff um die Stange bzw. den Ring verstärkt. Ab den 1970er Jahren kamen in manchen Versionen Röllchen auf der zur Hand zeigenden Seite des Riemchens dazu. Das Röllchen unterstützt die Wulstbildung weiter. Außerdem wurden breite Bandagen um das Handgelenk eingeführt, damit es fixiert wird.
Durch den verstärkten Griff moderner Riemchen kann es in seltenen Fällen zu einer Verletzung beim sogenannten „Grip Lock“ (engl. für Griffsperre) kommen. Solche Vorfälle wurden bei schwungvollen, kreisförmigen Bewegungen um die Reckstange, z. B. Riesenfelge, beobachtet. Wenn die Riemchen für die Hand des Turners zu lang sind, kann es passieren, dass der Griff um die Stange so fixiert wird, dass der Turner ihn nicht lösen kann, während sich sein Körper weiterdreht. Diese Verletzungen geschehen bei Riemchen mit Röllchen, außerdem deutlich öfter beim Turnen am Reck als am Stufenbarren, weil am Reck der Umfang der Stange kleiner ist. Zu der Fraktur des Unterarms kommen vielfach Verletzungen von Sehnen und Muskeln hinzu.